# Denise Lewis
Denise Lewis (ur. 27 sierpnia 1972 w West Bromwich) – angielska siedmioboistka. Trzykrotna olimpijka (1996, 2000, 2004), w tym złota medalistka olimpijska z Sydney.

## Osiągnięcia

### Igrzyska Olimpijskie
- Lekkoatletyka na Letnich Igrzyskach Olimpijskich 2000 – złoto
- Lekkoatletyka na Letnich Igrzyskach Olimpijskich 1996 – brąz

### Mistrzostwa Świata
- Ateny 1997 – srebro
- Sewilla 1999 – srebro

### Mistrzostwa Europy
- Budapeszt 1998 – złoto

### Igrzyska Wspólnoty Narodów
- Victoria 1994 – złoto
- Kuala Lumpur 1998 – złoto

## Rekordy życiowe
- 100 m ppł – 13,13 s.
- 200 m – 24,10 s.
- 800 m – 2:12.20 s.
- skok w dal – 6,69 m
- skok wzwyż – 1,87 m
- rzut oszczepem – 51,13 m
- pchnięcie kulą – 16,12 m
- siedmiobój – 6831 pkt